# Christian Hermann Weisse
Christian Hermann Weisse (Leipzig, 10 de agosto de 1801 - 19 de septiembre de 1866) fue un teólogo protestante alemán.
Inicialmente siguió las ideas filosóficas de Georg Wilhelm Friedrich Hegel. Sin embargo, con los años se fue alejando de su panteísmo idealista, acercándose a las ideas de Friedrich von Schelling. Fue discípulo de David Friedrich Strauss. Perteneció a la Antigua búsqueda del Jesús histórico iniciada por Hermann Samuel Reimarus.

## La cuestión sinóptica
Existe una estrecha relación entre los tres evangelios sinópticos (Marcos, Mateo y Lucas). De los 662 versículos que componen el Evangelio de Marcos,406 son comunes tanto con Mateo como con Lucas, 145 solo con Mateo y 60 solo con Lucas. Únicamente 51 versículos de Marcos no tienen paralelo en ninguno de los otros dos sinópticos.
La tradición cristiana había establecido que el evangelio más antiguo era el de Mateo. Se había llegado a afirmar que el de Marcos era un resumen de los evangelios de Mateo y Lucas. Weisse y Wilke, de modo independiente, en 1838 concluyen que el evangelio de Marcos no es un resumen de Mateo y Lucas, sino que es anterior a ellos y les sirve de fuente. 
Además, Weisse estableció la teoría de que existía una fuente común a Mateo y Lucas. Johannes Weiss, en 1890, denominó con la letra Q a esta fuente (de Quelle que significa fuente en alemán). Surge así la teoría de las dos fuentes:
- La Fuente Q
- El Evangelio según san Marcos